# Кобринский бригадный район ПВО
Кобринский бригадный район ПВО — войсковое соединение вооружённых сил СССР во время Великой Отечественной войны.

## История
Сформирован весной 1941 года, был развёрнут в полосе 4-й армии в районе Кобрин — Брест, обороняя от нападения с воздуха коммуникации и важные предприятия. Управление района дислоцировалось в Кобрине 
В составе действующей армии во время Великой Отечественной войны с 22 июня 1941 года по 12 сентября 1941 года. На 22 июня 1941 года части района находились в основном в окружном лагере Крупки в 115 километрах северо-восточнее Минска в 450 километрах от границы.
К исходу дня 22 июня 1941 года управление района вместе с остатками 218-го зенитного артиллерийского дивизиона, перебазировалось в Берёзу-Картузскую  В дальнейшем, очевидно, части района погибли в Белоруссии: район расформирован 12 сентября 1941 года, то есть до ноябрьских реформ войск ПВО страны.

## Состав
- Управление (Кобрин)
- 69-й отдельный зенитный артиллерийский дивизион
- 170-й отдельный зенитный артиллерийский дивизион
- 202-й отдельный зенитный артиллерийский дивизион
- 218-й отдельный зенитный артиллерийский дивизион РГК (Брест)
- 298-й отдельный зенитный артиллерийский дивизион РГК (Черемха)
- 301-й отдельный зенитный артиллерийский дивизион
- 38-я отдельная зенитная батарея (Лунинец)
- 15-й взвод крупнокалиберных пулемётов (Лунинец)
- 11-й отдельный батальон ВНОС (Кобрин)
- 64-я радиорота ВНОС (Гоньондзь)
- 68-я радиорота ВНОС (Кобрин)

## Подчинение
| Дата       | Фронт (округ)                      | Армия | Примечания |
| ---------- | ---------------------------------- | ----- | ---------- |
| 22.06.1941 | Западный фронт (Западная зона ПВО) | -     | -          |
| 01.07.1941 | Западный фронт (Западная зона ПВО) | -     | -          |
| 10.07.1941 | Западный фронт (Западная зона ПВО) | -     | -          |
| 01.08.1941 | Западный фронт (Западная зона ПВО) | -     | -          |
| 01.09.1941 | Западный фронт (Западная зона ПВО) | -     | -          |

## Командиры
- генерал-майор И.Ф. Никитин